# Telekitonga
Telekitonga (auch: Telekitinga, Teleki Toga) ist eine Insel im Archipel Haʻapai, die zum Königreich Tonga gehört.

## Geografie
Das Motu liegt im Osten von ʻOtu Muʻomuʻa als nördlichste Spitze der ʻOtu Tolu Group, deren Inseln Telekivavaʻu, Nukutavake und Telekihaʻapai sowie Fetokopunga sich von Norden nach Süden erstrecken.

## Klima
Das Klima ist tropisch heiß, wird jedoch von ständig wehenden Winden gemäßigt. Ebenso wie die anderen Inseln der Haʻapai-Gruppe wird Telekitonga gelegentlich von Zyklonen heimgesucht.